# Mai 1784

## Événements
- 10 mai : publication anonyme et limitée à Paris de Notes on the State of Virginia de Thomas Jefferson.

- 11 mai : l’allemand devient langue administrative unique de l’empire[1] (1784 en Hongrie, 1785 en Bohême, 1787 dans le reste de la monarchie), ce qui provoque un violent mécontentement en Hongrie et en Galicie.

- 14 mai : sur l'insistance de La Fayette, le ministre français des Finances, Calonne, publie un décret faisant des ports de Bayonne, Marseille, Dunkerque et Lorient des ports francs pour le commerce franco-américain.

- 20 mai : fin de la Quatrième guerre anglo-néerlandaise au traité de Paris[2]. Paix entre les Provinces-Unies et la Grande-Bretagne, coûteuse sur le plan colonial : la Hollande perd Negapatam en Inde et doit accorder la liberté de navigation aux Moluques.

## Naissances
- 12 mai : Abraham Trembley (né en 1710), naturaliste suisse.

## Décès
- 2 mai : Gabriel Bexon, connu sous le nom d’Abbé Bexon, naturaliste français (° 1748).
- 12 mai : Abraham Trembley, naturaliste suisse.